# Santana de Cambas
Santana de Cambas ist ein Ort und eine Gemeinde (Freguesia) im Baixo Alentejo in Portugal im Kreis (Concelho) von Mértola mit einer Fläche von 166,7 km² und 750 Einwohnern (Stand 19. April 2021). Dies entspricht einer Bevölkerungsdichte von 4,5 Einw./km².
Zu dieser Gemeinde gehört der am Ufer des Flusses Guadiana liegende Flusshafen von Pomarão. Über diesen Hafen wurden früher die Erze der Mina de São Domingos abtransportiert. Die Verbindung von der Mine zum Flusshafen wurde durch eine private Eisenbahnstrecke hergestellt, die der Minengesellschaft gehörte.
Das Museum Museu do Contrabando in der Gemeinde widmet sich der Geschichte des Schmuggels zwischen Portugal und Spanien, der hier vor allem zwischen 1852 und dem Ersten Weltkrieg sowie während des Spanischen Bürgerkriegs verlief.